# Maxime Mora
Maxime Mora (* 10. Juli 1984) ist ein französischer Badmintonspieler. 

## Karriere
Maxime Mora war im neuen Jahrtausend mehr als ein Jahrzehnt lang im internationalen Badminton-Circuit aktiv. Seine größten Erfolge feierte er im Herreneinzel. In dieser Disziplin wurde er bei den Bulgarian International 2004 Fünfter ebenso wie bei den French Open 2005. Ins Finale vordringen konnte er bei den Mauritius International 2009, wo er jedoch dem Tschechen Jan Fröhlich unterlag.